# 紀伊日ノ御埼灯台

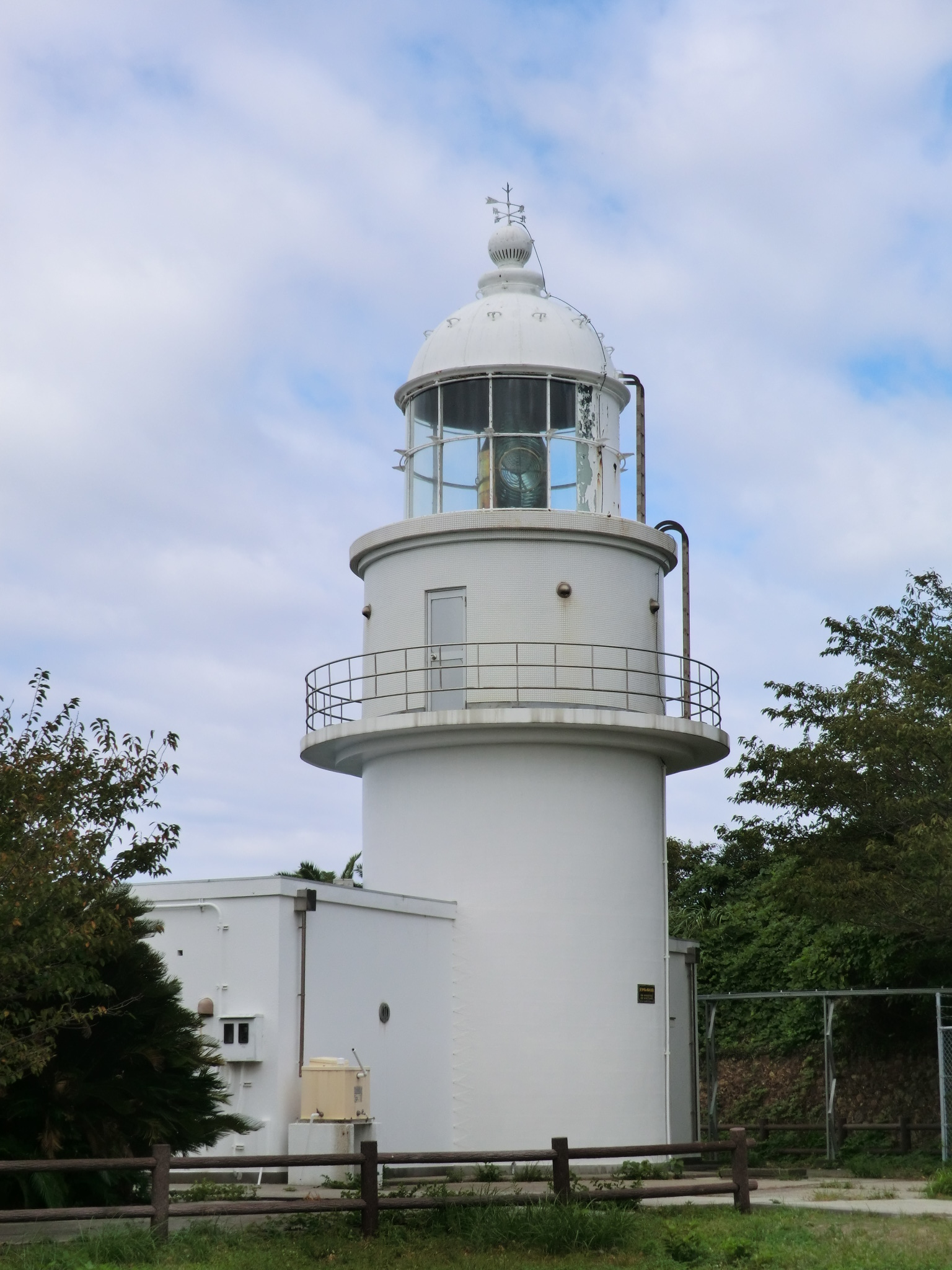
2代目紀伊日ノ御埼灯台

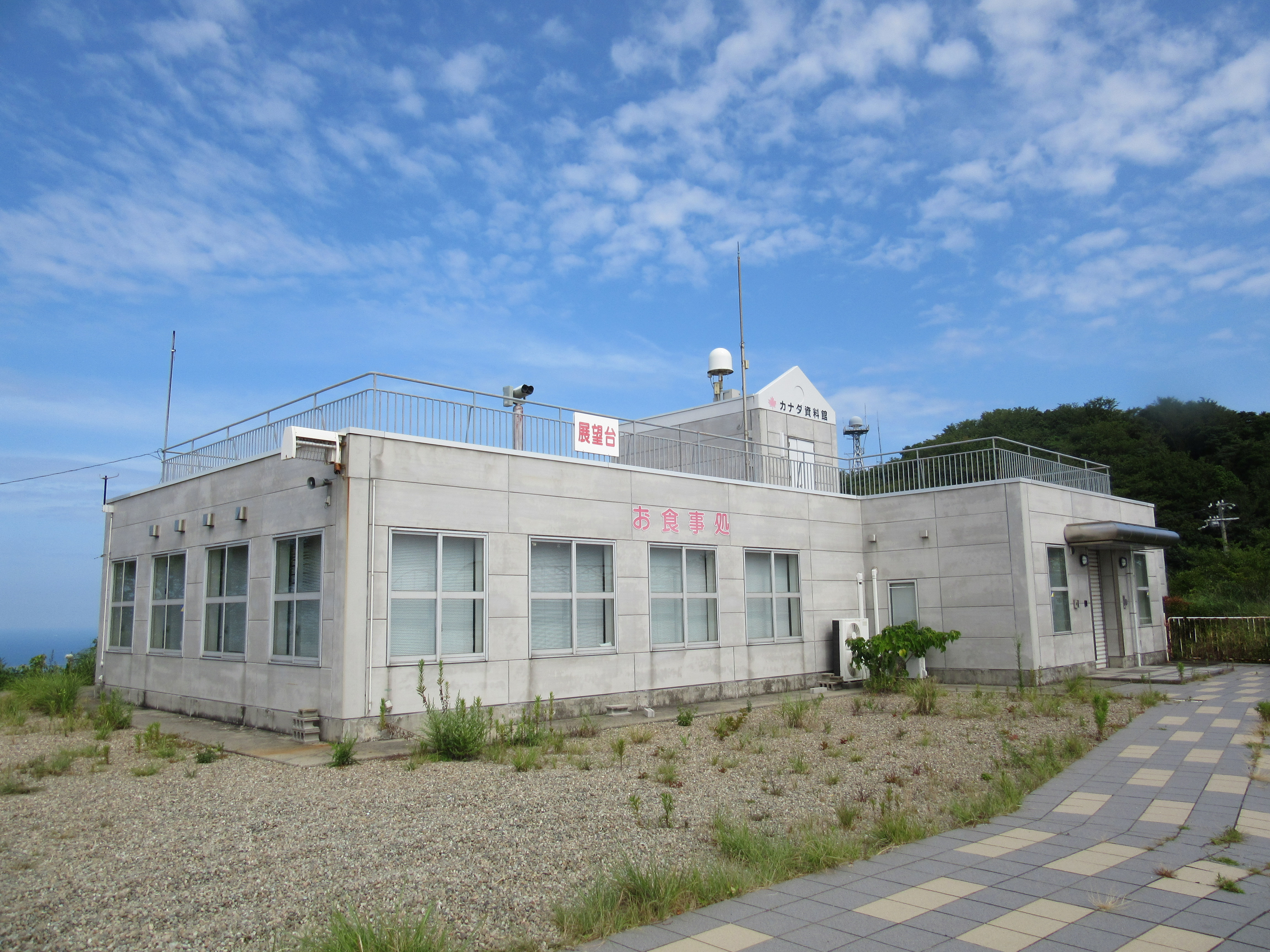
日の岬パークにある旧カナダ記念館

紀伊日ノ御埼灯台（きいひのみさきとうだい）は、和歌山県日高郡日高町阿尾、紀伊半島の日ノ御埼突端に立つ白亜塔形の大型灯台。周辺は、煙樹海岸県立自然公園に指定され、紀伊水道を望む風光明媚の地となっている。
2019年現在の灯台は3代目である。2代目紀伊日ノ御埼灯台は日高郡美浜町内に建っていたが、付近で地割れが進行し地滑りによる倒壊のおそれがあることから、2017年3月に地盤が安定している約120m西の日高町内に建て替えられた。移転の総事業費は約1億6,000万円。跡地は地滑りの危険性があり立入禁止となっている。初代紀伊日ノ御埼灯台は現灯台よりも南西方向に建っていたが、太平洋戦争の空襲により全焼・解体された。
領海及び接続水域に関する法律等では本灯台と徳島県阿南市の蒲生田岬灯台を結んだラインまでが瀬戸内海と定義されている。

## 歴史
- 1895年（明治28年）1月25日 - 日高郡三尾村日ノ御埼（北緯33度53分、東経135度3分）に初代紀伊日ノ御埼灯台設置、初点灯。灯台局直営糀にて明治27年（1894年）5月19日起工、同年12月31日竣工、翌年1月25日初点灯。構造は白色円形鉄造、灯級灯質は第2等閃白色、毎30秒に1閃光を発す。灯光高は基礎上16メートル、水面上80.3メートル。36,000燭光、光達距離23浬の石油式灯器を有した。簡易気象観測業務開始[4]。
- 1908年（明治41年）1月1日 - 船舶通報業務昼間取扱開始[5]。
- 1915年（大正4年）8月31日 - 火口をチャンス式の改良、10万燭光となる[5]。
- 1917年（大正6年）9月28日 - 光源を電灯へ換装。35万燭光となり光達距離が23.5浬となる[5]。
- 1931年（昭和6年）5月4日 - 灯器改良のため仮灯設置、第5等不動フレネルレンズ白光9000燭光を設置、翌年2月26日改良工事完了のため撤去[5]。
- 1932年（昭和7年）2月26日 - 水銀槽回転装置とし、光源1500Wの50万燭光となる[5]。
- 1944年（昭和19年）1月1日 - 戦争のため船舶通報取扱を中止[5]。
- 1945年（昭和20年）7月21日 - 米軍艦載機の機銃掃射を受けて玻璃板、折射玻璃、回転装置が大破し点灯不能[5]。
- 1945年（昭和20年）7月30日 - 米軍艦載機に機銃掃射、小型爆弾の投下を受け燃料庫に引火し灯塔全焼。簡易気象観測廃止[5]。
- 1945年（昭和20年）12月30日 - 初代紀伊日ノ御埼灯台の北東300メートル、北緯32度52分42秒、東経135度3分50秒にて旧海軍紀伊防備隊日ノ御埼見張所の信号灯を転用した仮灯を設置。木柱。不動白光の300W電球。灯光高、基礎上8.3メートル、平均水面上137.7メートル[6]
- 1946年（昭和21年）1月25日 - 船舶通過通知業務を開始。
- 1948年（昭和23年）3月21日 - （全焼した）灯台踏場上に仮灯を移転。灯光高、基礎上3.7メートル、平均水面上79.4メートル。
- 1948年（昭和23年）3月21日 - 簡易気象観測業務再開。
- 1951年（昭和26年）5月26日 - （全焼した）灯台解体のため仮灯を灯台の西17メートルにあった電柱上に移転。
- 1951年（昭和26年）7月12日 - 初代灯台全焼と敷地一部崩落のため初代灯台北東70メートル、北緯33度52分44秒、東経135度3分10秒の旧海軍施設跡に新灯台（2代目紀伊日ノ御埼灯台）を建設。白色円形コンクリート造、白色タイル張り。3等大型フレネルレンズと水銀槽電動回転装置および自動点消灯装置をそなえる。灯質は25秒を隔て15秒間に3閃光。70万燭光、光達距離29浬。昭和25年8月25日に日本光機が請負、総工費1230万6550円、翌年7月11日竣工。
- 1953年（昭和28年）8月1日 - 日ノ御埼航路標識事務所設置。
- 1957年（昭和32年）4月1日 - 御坊駅～日ノ御埼間にバス開通、灯台より100メートルの位置に停留所設置。（2009年9月30日部分廃止）
- 1958年（昭和33年）11月16日 - 紀伊日ノ御埼灯台電源改良、自動制御装置、蓄電池、大発式発動発電機撤去。ヤンマーディーゼル13馬力発動機、日本電気精機6kVA交流発電機直結。1000WのA-3電球に換装し、自動電球交換機設置。54万燭光となる。
- 1975年（昭和50年）12月 - 灯台の真下に、海上自衛隊阪神基地隊紀伊警備所が開所[7]。
- 1977年（昭和52年）4月18日 - 田辺航路標識事務所に集約管理となり無人化、航路標識事務所廃止。
- 1989年（平成元年）3月13日 - 紀伊日ノ御埼無線方位信号（レーマーク）業務開始[8]
- 2003年（平成15年）12月 - 改修工事が行われ、耐震構造に改良。
- 2013年（平成25年）6月4日 - 海上自衛隊阪神基地隊紀伊警備所が閉所[7]。
- 2016年（平成28年）11月 - 地すべりの影響により、新灯台の建設が着工される[1]。
- 2017年（平成29年）3月23日 - 元の灯台から約120m西の日高町内に移転した新灯台が初点灯[9]。
- 2017年（平成29年）4月23日 - 新灯台完成式典が開催される[1][10]。

## 付属施設
- 無線方位信号所（レーマークビーコン）

## 周辺
岬の周辺は、日の岬パークとして整備されている。
- 高浜虚子の句碑

灯台の近くに、高浜虚子の句碑が建っていて、「妻　長女　三女　それぞれ啼く千鳥」と刻まれている。太平洋戦争後の食糧難が、人里離れたこの灯台にもせまり、突然の病魔と栄養失調のため、妻、長女、三女を次々に失いながらも空襲で壊れた灯台を守った灯台長に感銘して、虚子が送った句。
- カナダ資料館（アメリカ村資料館）

岬の東の麓に位置する三尾地区（旧・三尾村）は、19世紀末から20世紀前半にかけて、カナダに多くの移民を送り出したことで知られ、「アメリカ村」とも呼ばれた。日の岬パーク内に三尾からの移民の歴史を記念した資料館がある。2015年2月に管理をしていた日の岬国民宿舎の閉鎖とともに休館。2018年7月に三尾地区の古民家に移転して再開。
- クヌッセンの丘

1957年、岬の沖合で、海に転落した日本人船員を救出しようとして海難死したデンマーク人のヨハネス・クヌッセン機関長を顕彰する空間。顕彰碑や胸像が立つ。

## 交通
- 紀勢本線御坊駅から御坊南海バス、海猫島行き20分、海猫島下車後徒歩45分。